# Große Synagoge (Plungė)
Die Große Synagoge in Plungė, einer Stadt im Bezirk Telšiai im Nordwesten Litauens, war das religiöse Zentrum der großen ortsansässigen jüdischen Gemeinde und gehörte zu einem Komplex (Shulhoyf) aus insgesamt sechs Synagogen. Die Große Synagoge wurde um 1814 mitten im Stadtzentrum errichtet. Im Dezember 2008 wurde das Gebäude abgerissen.
Plungė hatte bis zum Überfall auf die Sowjetunion durch die Deutschen eine große jüdische Gemeinde. Der Beginn der Besiedlung durch Juden ist unklar, im Jahr 1937 wurden aber Grabsteine aus dem 16. Jahrhundert gefunden. Schriftlich erwähnt werden Juden im frühen 18. Jahrhundert durch den Bischof Motiejus Valančius in seiner Geschichte des Bistums Samogitien: Im Jahr 1719 erlaubte der Bischof Aleksander Horain die Errichtung einer Synagoge, solange diese weniger hoch als die christliche Kirche errichtet werde. Tatsächlich wurde sie höher und der städtische Priester verlangte den Abbau des Daches. Um dies zu verhindern, zahlten die Juden eine jährliche Steuer in Höhe von 30 tynfs. Die Synagoge findet im Jahr 1769 noch einmal Erwähnung.
Von der Großen Synagoge in Plungė wurde 1894 in einer jiddischen Zeitung berichtet: Sie sei vor achtzig Jahren für 50.000 Silberrubel erbaut worden. Neben der Großen Synagoge, Shul genannt, gab es in der Stadt fünf weitere, die zum Gemeindekomplex, dem Shulhoyf, gehörten: die Beit Midrasch, die Hayei Adam kloyz, die Gmilat Hasadim kloyz, die Gelbe (kloyz) der Handwerker und die Schammes kloyz.
Das Synagogengebäude wurde bis zu seinem Abriss, der auch die übrigen Gebäude des Shulhoyf mit umfasste, zuletzt als Turnhalle benutzt. Der ehemalige Standort ist heute eine Brachfläche bzw. die Fläche wird als Parkplatz genutzt. Der Zugang zu dem Areal für Fußgänger von der Straße J. Tumo-Vaižganto g. aus konnte sich erhalten.